# Ryō Okui
Ryō Okui (奥井 諒?, Okui Ryō; Toyonaka, 7 marzo 1990) è un calciatore giapponese, centrocampista del Tochigi City.

## Carriera
Formatosi nella selezione calcistica dell'Università di Waseda, viene ingaggiato nel 2012 dal Vissel Kōbe, ove nella sua prima stagione in massima serie giapponese raccoglie 27 presenze. Con la società di Kōbe retrocederà nel 2012 nella serie cadetta nipponica per poi riconquistare la massima serie l'anno seguente.